# Országos Színészegyesület
Az Országos Színészegyesület 1871. április 6-án, az első magyar színészkongresszuson alakult meg Magyar Színészkebelzet néven a magyar színészet erkölcsi, anyagi és szociális érdekeinek védelmére. Ez volt a szakma első országos szervezete. 1938 decemberétől szerepét a Színművészeti és Filmművészeti Kamara vette át.

## Előzmények
Már az 1830-as években, amikorra a magyar színházkultúra jelentős fejlődésnek indult, voltak a színházi szakma megerősítését célzó kezdeményezések. Ilyen volt 1835-ben Szákfy József, aki szeretett a színészi nyugdíjról gondolkodni – nyíltan talán elsőként. Mások a ripacskodó színészek visszaéléseivel szembeni fellépést, vagy egyre többen a színészek rokkantságára vonatkozó lépéseket sürgettek. Ám egyetemes reagálás azonban még nem történt az üdvös javaslatokra. Az első konkrét lépést a debreceniek tették meg 1867. október 1-én, amikor megalakították saját kezelésű nyugdíjintézetüket, valamint egy-egy jelentősebb városban is alakultak színügyi egyletek, ami lassan megmozdulásra bírta a magyar színészeket.
1869. november 29-én Rajkay (Friebeisz) István szerkesztésében indult meg az A Színpad című szaklap, melynek állandó, lelkes cikkei mind több és több szakember hozzászólását eredményezték a színházművészet helyzetének rendezésével, valamint a színészet központi szervezetének és nyugdíjintézetének mielőbbi felállításával kapcsolatosan. A vitákban, egyeztetésekben részt vett többek között Szathmáry Károly, Kovács István, Zádor Ballá Zoltán, Jakab Zoltán, Győrffy Antal, Molnár György, Odry Lehel, Lukácsy Sándor, Pataky Ferenc, Császár Miklós, Szerdahelyi Kálmán, Tóth Ede, Deésy Zsigmond, Égressy Ákost. A szaklap útján továbbá adományok is érkeztek a létesítendő nyugdíjalap javára.  Az érdekeltek és illetékesek közben egyre sürgették egy alakuló kongresszus összehívását, amire 1871. április 5-én Pesten került sor az ország minden részéből összejött színészekkel. Az ismerkedési estély után másnap, április 6-án reggel 10 órától a Nemzeti Szálloda (Váci utca) nagytermében tartották meg az első gyűlést.

## Története
Az Országos Színészegyesület létrehozását előkészítő munka tehát már 1869-ben megindult és fonódott össze a színészek nyugdíjintézetének ügyével. A színészet belső szervezeti kérdéseit kézbe vevő szervezet 1871-ben, Magyar Színészkebelzet néven, április 6-án alakult meg. Két bizottságot jelölt ki az alakuló kongresszus: feladata volt egyrészt a vidéki színészet kérdését, másrészt a nyugdíj ügyét rendezni, mely folyamatot az államigazgatás az első lépésektől kezdve támogatott. Az egyesület ettől kezdve a színigazgatók mint munkaadók és a színészek mint munkavállalók közös autonóm szervezeteként felügyelte és adta ki a színészi és színigazgatói működési engedélyeket, továbbá kialakította és megszervezte a színészek nyugdíjrendszerét. A két bizottság által engedélyezett színészképző iskolát végzett és oklevelet nyert növendék diplomája alapján lett gyakorlatos, illetve rendes tag, mely utóbbi férfiaknál 23, nőknél 20 éves kortól a nyugdíjintézetnek is kötelezett tagja volt. Az egyesületi tagok tagdíjat fizettek, amely a nyugdíjalappal együtt képezte az egyesület vagyonát. A tagok fizetéséből havi egy forintot vontak le a színészkebelzet javára, melyből a nyugdíjakat, az özvegyi díjakat és színész-árvák segélyezését folyósították, melyet a későbbiek során bérházak üzemeltetéséből, az onnan befolyó lakbérekből egészítettek ki. 1873-ban nevét Magyar Színészek Egyesületére változtatta, 1878-tól pedig Országos Magyar Színészegyesület és Nyugdíjintézet néven működött. Az 1880-as években a hivatalos neve Magyar Színészkebelzet Központi Kormánytanácsa volt. Hivatalos közlönye előbb A Színpad című szaklap volt, majd 1883-tól a Színészek Lapja lett az egyesület híreinek közzétevője.
A színészegyesület 1878-tól a társulatigazgatókat rendszeres könyvelés vezetésére kötelezte. 1880-ban minden vidéki színészt tagságra kötelezett, máskülönben nem szerződtethették őket.
1884-ben segélyalapot létesített az egyesület. 1890-től már önálló székházzal rendelkezett – amit magyar színészet centenáriumán tartott díszelőadáson ünnepeltek meg a Nemzeti és a Népszínházban –, 1891-ben pedig harminchárom lakásos „nyugdíjházat” nyitott Budapesten, a VIII. kerületi Baross tér 9. alatt, a színpadtól visszavonult, vagyontalan színészek számára. 1894-ben Nagysurányban menházat létesített elaggott tagjai részére. 1903-ban megalakították az Országos Színészegyesület Színészképző Iskoláját. Működtetett továbbá ugyanettől az évtől egy Irodalmi és Színészeti Ügynökséget, melynek célja egyfelől az volt, hogy tagjainak elhelyezkedését (szerződtetések közvetítését) megkönnyítse, illetve hogy színigazgatóit minél gyorsabban és minél olcsóbban színdarabokkal láthassa el.
Az első világháború és a trianoni békeszerződés következtében az Országos Színészegyesület elvesztette működési és jövedelmi területének kétharmadát, azonban az elszakított területeken is folyósította a nyugdíjakat és biztosította a majd megkétszereződött özvegyi és árva ellátást. Ezzel kapcsolatban 1928-ban „Mit vesztett a magyar színészet Trianon által” című ötnyelvű szemléltető térképet is kibocsátott, melyet Erődi Jenő szerkesztett.
1919-ben rövid időre megszakította tevékenységét a Tanácsköztársaság terrorja miatt, de hamar újult erővel tevékenykedett. 1922-ben B. Kovács Andor vezetésével létrejött a propaganda osztálya, melynek célja az alapító és pártoló tagok gyűjtése, a színészet, valamint az Országos Színészegyesület és Nyugdíjintézet tekintélyének, népszerűségének és anyagi alapjainak erősítése volt, rendezvények szervezésével, kiadványokkal. Ilyen volt többek között a négykötetes Magyar színművészeti lexikon.
A színészegyesület utolsó, 70. közgyűlését 1939. április 6-án tartotta. Ettől az évtől szerepét a Színművészeti és Filmművészeti Kamara vette át. A Nyugdíjintézet ugyan még 1945 után újraszerveződött, de tőkéje már nem volt, majd 1949-ben végül teljesen megszüntették a szervezetet (mely feladatkörét Gobbi Hilda vállalta át – polgári engedetlenséggel), ingatlanjait pedig államosították.

### Az Országos Színészegyesület elnökei
- Ribáry József (1871–1890) - örökös tiszteletbeli elnök
- Feleky Miklós (1891–1892) - örökös tiszteletbeli elnökhelyettes
- Stesser József (1892)
- Kaffka László (1893–1896)
- Pázmándy Dénes (1897–1898)
- Molnár László (1899–1900)
- Ditrói Mór (1901–1917)
- Szilágyi Vilmos (1917–1926)
- Stella Gyula (1926–1931)
- Sebestyén Géza (1931–1936)
- Tihanyi Béla (1936–1938)

## Az Országos Színészegyesület Színészképző Iskolája
Előzménye az 1897–1903 között működött Vígszínház színésziskolája volt, amit a Vígszínház megnyitása után a társulatot szervező Ditrói Mór indított. Az önálló tanintézet szerepét és működését az indokolta, hogy a Színművészeti Akadémia nem nevelte ki az ennek a színháznak megfelelő sajátos játékstílusú színészek utánpótlását. 1903-ban aztán ebből az iskolából alakult meg az Országos Színészegyesület rangos, nem állami művészképzője.
Az Országos Színészegyesület Színészképző Iskolája 1903–1949 között a Lipót körúton működött színésznevelő intézmény, a Színművészeti Akadémia mellett a magyar színjátszás egyik legjelentősebb iskolája volt. Széles skálájú tanterve a klasszikus dráma és a könnyebb műfajú vígjáték, operett és énekes színművek elméleti és gyakorlati oktatását egyaránt felölelte. A képzés az első tanévtől az 1923–1924-es tanévig kétéves, utána hároméves volt. Vizsgaelőadásaikat a Víg-, a Magyar, az Andrássy, a Kamara-, a Pesti, a Belvárosi, a Főváros Operett és a Royal Színházban tartották.

### Az iskola igazgatói
- Rónaszéky Gusztáv[7] (1903–1906)
- Balassa Jenő (1907–1918)
- Molnár László (1918–1922)
- Vidor Dezső (1923–1932)
- Széll József (1933–1934)
- Galamb Sándor (1935–1949)